# Stereodon subhamulosus
Stereodon subhamulosus là một loài Rêu trong họ Hypnaceae. Loài này được Kindb. mô tả khoa học đầu tiên năm 1910.